# Vallica
Vallica là một xã ở tỉnh Haute-Corse trên đảo Corse, Pháp.